# Cal Calvo
Cal Calvo és una casa del Bruc (Anoia) protegida com a bé cultural d'interès local.

## Descripció
És una casa d'estiueig unifamiliar entre mitjaneres formada per dos cossos, un de planta baixa i pis i una torre adossada de planta baixa, pis i golfes. A la façana s'observen elements decoratius que recorden l'estil gòtic com són els emmarcaments de finestres. La torratxa, construïda posteriorment, segueix un estil neogòtic molt clar en l'arc del balcó. Tant a l'exterior com a l'interior està ornamentat amb rajoles de ceràmica. Al menjador és característic el sostre d'embigat de fusta on el fris de la paret està decorat amb inscripcions de consells d'elogis a l'art i a la vida.

## Història
El 1914, Josep Calvo i Verdonces comprà un terreny a Joan Elias i Creus per a edificar-hi una casa. La idea del projecte i l'organització interior de l'edificació va ser obre del mateix J.Calvo, essent l'arquitecte Gilralt i Casadesús, l'autor del projecte. El 1915 es construeix una primera part, el 1925 s'edifica la torre amb un petit angles anteriorment destinat a jardinet. El 1930 s'allarga l'edificació cap al torrent.